# Sula tasmani
Sula tasmani é uma espécie de ave marinha de grande porte da família Sulidae descrita a partir de ossos encontrados nas ilhas Norfolk e Lord Howe no Mar da Tasmânia. Acreditava-se ter-se tornado extinta no final do século XVIII ou início do século XIX na ilha Lord Howe por causa da caça dos marinheiros, com o último registro de avistamento de 1788, quando já estava extinta na ilha de Norfolk.
No entanto, este táxon foi considerada recentemente (em 2005) como uma subespécie de atobá-grande, Sula dactylatra tasmani.